# Mistrzostwa Ameryki Południowej w Zapasach 2014
11. Mistrzostwa Ameryki Południowej w zapasach rozegrano w dniach 24-28 września 2014 w Limie na terenie Coliseo “Miguel Grau” de la Villa Deportiva Región Callao. 

## Tabela medalowa
Gospodarz zawodów został zaznaczony kolorem.
| Poz.  | Państwo    |    |    |    | Łącznie |
| ----- | ---------- | -- | -- | -- | ------- |
| 1.    | Dominikana | 7  | 7  | 3  | 17      |
| 2.    | Peru       | 7  | 4  | 8  | 19      |
| 3.    | Argentyna  | 3  | 0  | 1  | 4       |
| 4.    | Ekwador    | 2  | 5  | 3  | 10      |
| 5.    | Kolumbia   | 2  | 2  | 2  | 6       |
| 6.    | Honduras   | 1  | 1  | 1  | 3       |
| 7.    | Panama     | 0  | 1  | 1  | 2       |
|       | Chile      | 0  | 1  | 1  | 2       |
|       | Boliwia    | 0  | 1  | 1  | 2       |
| 10.   | Brazylia   | 0  | 0  | 2  | 2       |
| Razem | Razem      | 22 | 22 | 23 | 67      |

## Wyniki

### W stylu klasycznym
| Waga   | złoty                  | srebrny               | brązowy         | brązowy         |
| ------ | ---------------------- | --------------------- | --------------- | --------------- |
| 59 kg  | Jansel Ramírez         | Díchter Toro          | José Magallanes | ----            |
| 66 kg  | Jaír Cuero Muñoz       | Francisco Encarnación | Mario Molina    | ----            |
| 71 kg  | Jefrin Mejía           | Sidney Guzmán         | Carlos Álvarez  | Milton Guallapa |
| 75 kg  | Renzo García           | Alvaro Hubiera        | Claudio Gamboa  | ----            |
| 80 kg  | Enrique Cuero          | José Ambrocio         | ----            | ----            |
| 86 kg  | Maximiliano Prudenzano | Pool Ambrocio         | Hansel Mercedes | ----            |
| 98 kg  | José Arias Paredes     | Kevin Mejía           | Luis Obando     | Oscar Loango    |
| 130 kg | Ramón García           | Carlos Delgado        | Jesús Aponte    | ----            |

### W stylu wolnym
| Waga   | złoty             | srebrny            | brązowy       | brązowy      |
| ------ | ----------------- | ------------------ | ------------- | ------------ |
| 57 kg  | Juan Ramírez      | André Quispe       | Samuel Alva   | Ronny Cedeño |
| 61 kg  | Pablo Benítez     | Alberto Poveda     | ----          | ----         |
| 65 kg  | Mauricio Sánchez  | Jeffry Ávila       | Waldeci Silva | ----         |
| 70 kg  | Abrahán Llontop   | Hernán Guzmán Ipuz | Moisés Soto   | ----         |
| 74 kg  | Ángel Ramírez     | Édison Paladines   | José Ambrocio | Jorge Llano  |
| 86 kg  | Pool Ambrocio     | José Mercado       | Billy Váldez  | ----         |
| 97 kg  | Yuri Maier        | Luis Pérez         | Juan Soliz    | Paulo Sousa  |
| 125 kg | Josué Encarnación | Rodolfo Waithe     | Jesús Aponte  | ----         |

### W stylu wolnym kobiet
| Waga  | złoty             | srebrny              | brązowy        |
| ----- | ----------------- | -------------------- | -------------- |
| 48 kg | Thalía Mallqui    | Katiuska Toaza       | María González |
| 53 kg | Patricia Bermúdez | Jacqueline Mollocana | Flor Quispe    |
| 58 kg | Yessica Oviedo    | Ana Céspedes         | ----           |
| 63 kg | Jessica Olivares  | Carix Ramírez        | ----           |
| 68 kg | Diana Cruz        | Elsa Sánchez         | Saidy Chávez   |
| 75 kg | Andrea Olaya      | Vanessa Torres       | Kelly Díaz     |